# Flughafen Zamboanga

i8
i11
i13
Der Flughafen Zamboanga (Filipino Paliparang Pandaigdig ng Zamboanga, englisch Zamboanga Airport, IATA-Code: ZAM, ICAO-Code: RPMZ) ist der internationale Flughafen von Zamboanga City auf den Philippinen.

## Lage und Anfahrt
Der Flughafen liegt etwa zwei Kilometer nordwestlich von Zamboanga.

## Flugplatzmerkmale
Der Tower (TWR) sendet und empfängt auf der Frequenz 118,1 MHz. Wobei die Frequenz 121,5 MHz die Notfrequenz für den Flugfunkdienst und, falls erforderlich, die Frequenz 123,1 MHz die Hilfsfrequenz, ständig überwacht werden. Der Flughafen verfügt über verschiedene Navigationshilfen.
Die Start- und Landebahn 09/27 verfügt über ein Instrumentenlandesystem (ILS).
Das Drehfunkfeuer (VOR) sendet auf Frequenz: 113,9 MHz mit der Kennung: ZAM.
Ein Distance Measuring Equipment (DME) ist vorhanden.
Die Ortsmissweisung beträgt 0° (Stand: 2006).

## Zwischenfälle
- Am 13. September 1947 wurde eine Douglas DC-3 der Philippine Airlines (Luftfahrzeugkennzeichen PI-C59) am Flughafen Zamboanga irreparabel beschädigt. Nähere Einzelheiten sind derzeit nicht verfügbar. Über Personenschäden liegen keine Informationen vor.[1]

- Am 23. Mai 1976 wurde eine BAC 1-11-527FK der Philippine Airlines (RP-C1161) von sechs islamischen Terroristen auf den Flughafen Zamboanga auf Mindanao entführt und dort festgehalten. Nach dem Eingreifen der Rettungstruppen eskalierte die Situation und es kam zu einem Schusswechsel und zur Zündung mehrerer Handgranaten durch die Entführer, wobei 10 Passagiere und drei der Terroristen getötet wurden. Die anderen drei wurden zum Tode verurteilt. Das Flugzeug wurde irreparabel beschädigt.[2]